# 356-os busz
A 356-os számú autóbusz Vámosmikola és Tésa között közlekedik, napi 2 indulással mindkét irányba. Csak munkanapokon közlekedik.

## Megállóhelyei
| 0  | Vámosmikola, községháza végállomás | 14 | 332, 355 |
| 1  | Vámosmikola, Tüzép                 | 13 | 332, 355 |
| 3  | Tésai elágazás                     | 11 | 332, 355 |
| 10 | Tésa, vízmű                        | 4  |          |
| 12 | Tésa, iskola bejárati út           | 2  |          |
| 14 | Tésa, általános iskola végállomás  | 0  |          |